# Найден Тодоров
Найден Владиславов Тодоров е български диригент и културен мениджър. От сезон 2004 – 2005 г. е главен гост-диригент на Софийска филхармония, от 2005 г. е директор на Оперно-филхармоничното дружество в Русе, от 2017 г. е директор на Софийската филхармония, през 2023 година е служебен министър на културата във второто правителството на Гълъб Донев, а през 2024 година – в правителството на Димитър Главчев.

## Биография
Роден е на 8 април 1974 г. в Пловдив. През 1993 г. завършва СМУ „Добрин Петков“ в класа по пиано на Дарина Кантарджиева и тромпет в класа на Лилия Ковачева-Топорчева. Още като ученик учи композиция при Светлозар Братанов и дирижиране при Кръстю Марев. На 16 години създава Младежки оркестър „Пловдив“, който ръководи на десетки концерти в България, Австрия, Германия, Чехия и Словакия. От 1993 г. става студент на проф. Карл Остерайхер и проф. Урош Лайович във Виенския музикален университет като стипендиант на Ротари клуб – Виена, където завършва като бакалавър през 1996 г. През 1996/1997 г. е поканен от фондация „Ленард Бърнстейн“ (Йерусалим) на специализация в Израел, където работи с Менди Родан – диригент на Израелската филхармония. През 2001 г. получава и магистърска степен от Нов български университет. През 2013 г. се дипломира и като мениджър в областта на културата в Нов български университет.
Найден Тодоров работи с различни оркестри в България и в чужбина. Участва в десетки национални и международни фестивали в Европа, Азия, Африка и Северна Америка. От 1997 г. е музикален директор на международния фестивал „Тракийско лято“. През 1998 – 1999 г. е избран между повече от 150 кандидати за постоянен диригент на Северноизраелския симфоничен оркестър в Хайфа. Същата година е поканен за артистичен съветник на Международния камерен фестивал в Лос Анджелис.
През 2001 г. дебютира със Софийската филхармония, а от сезон 2004/2005 г. става неин главен гост-диригент. В периода 2005 – 2017 г. е директор на Държавна опера – Русе. А от началото на 2017 г. е директор на Софийска филхармония.
Осъществил е многобройни записи за различни радио и телевизионни станции в България и чужбина – участва в над 130 компактдиска, издадени в Австрия, Великобритания, Дания, Израел, САЩ и Унгария. Работи активно със звукозаписните компании Naxos, MMO, R-Music, Hungaroton, Danacord, Балкантон и импресарските агенции Melos, M-Art и Columbia Artists Management.
Найден Тодоров се изявява с ярки интерпретации в широк репертоарен диапазон. Сътрудничи с прочути артисти като Патриция Копачинская, Сара Чанг, Максим Венгеров, Паул Бадура-Скода, Райна Кабаиванска, Гена Димитрова, Анна Томова-Синтова, Никола Гюзелев, Анджела Георгиу, Джошуа Бел, Юрий Башмет, Светлин Русев, Милена Моллова, Людмил Ангелов, Вадим Репин, Анастейша, Джон Лорд и др.

## Признание и награди
През 2013 г. е избран от слушателите на Българското национално радио за „Музикант на годината“ за 2012 година. През май 2019 г. е избран за втори път за „Музикант на годината 2018“ в националната анкета на предаването „Алегро Виваче“ на програма „Хоризонт“ на Българското национално радио.
Два пъти получава „Кристална лира“ – през 2005 г. за изпълнението на Втора симфония от Густав Малер със Софийската филхармония и през 2016 г. за дейността си с Русенската държавна опера.
Носител е на наградата „Емил Чакъров“ през 2014 г.
През 2015 г. му е присъдено званието „Почетен гражданин“ на град Русе.
Удостоен е и с награди от Словашкия музикален фонд, „Ротари клуб“ – Виена, фондация „Борджезе“, наградата „София“ за постановката на операта „Фауст“ в Националната опера и балет, „Златно петолиние“ за принос към развитието на българската музика, „Златна книга“ за принос в развитието на българската култура, наградата на фондация „Джордж Уохтер“ – Швейцария и др.
През 2020 г. става четвъртият носител на Наградата за хуманитаристика „Богдан Богданов“ на Нов български университет.